# Android 1.1
Android 1.1 é a segunda versão (descontinuada) do sistema operacional móvel Android desenvolvida pela empresa Google. A versão foi lançada em 9 de fevereiro de 2009, inicialmente apenas para o HTC Dream. A atualização resolveu bugs, alterou a API e adicionou vários outros recursos. Para desenvolvedores, a plataforma Android 1.1 é disponibilizada como um componente que pode ser baixado para o Android SDK.

## Mudanças

### v1.1 (API 2)
| Versão | Data de lançamento     | Características |
| ------ | ---------------------- | --- |
| 1.1    | 9 de fevereiro de 2009 | - Adiciona suporte para letreiros em layouts; - Adiciona comentários e mais detalhes quando um usuário faz uma busca no Google Maps; - Adiciona suporte para salvar anexos de mensagens; - Na chamada padrão, o tempo de limite da tela agora é maior quando usando a viva voz. |